# 프라하
프라하(체코어: Praha, 영어: Prague 프라그[*], 문화어: 쁘라하)는 체코의 수도이다. 인구는 약 128만 명이며, 광역도시권을 모두 포함하면 인구는 약 216만 명에 달한다. 프라하는 체코의 도시 중 가장 인구가 많은 도시이며, 유럽 연합에서 14번째로 인구가 많은 도시이다. 블타바강이 프라하의 중심을 가로지르고 있고, 도시 전체는 온대 기후에 속하여 여름에는 온화하나 겨울에는 기온이 낮아 쌀쌀하다.
프라하는 체코뿐만 아니라 중앙유럽 전체에서 정치적, 문화적, 경제적인 중심지 역할을 한 도시 중 하나이다. 관광지로도 유명하여 런던, 파리, 이스탄불, 로마에 이어 유럽에서 5번째로 방문객 수가 많은 도시로 조사되기도 하였다.

## 역사
9세기에 창건, 보헤미아 왕국의 수도를 거쳐 오스트리아-헝가리 제국의 도시였다가 1918년 체코슬로바키아의 독립과 함께 그 수도가 되었다. 1968년 프라하의 봄 사태로 유명하며, 1993년 체코 공화국이 성립되자 그 수도가 되어 오늘에 이른다.

### 주요 연대기
- 870년 프라하 성 건립.
- 1085년 프라하가 왕의 도시가 되었다. 첫 왕은 브라티슬라프 2세다.
- 1344년 프라하가 주교의 도시에서 대주교의 도시로 승격되었다.
- 1346년 카를 4세의 통치 아래 프라하는 신성 로마 제국의 수도가 되었다.
- 1348년 카를 대학교 건립.
- 1415년 체코의 종교 개혁자 얀 후스의 종교 개혁과 순교.
- 1419년 첫 번째 프라하 창밖 투척사건
- 1420년 비트코프 (Vítkov) 산 전투. 후스파가 십자군과 싸워 승리했다.
- 1583년 루돌프 2세의 통치 아래 두 번째로 신성 로마 제국의 수도가 되었다.
- 1618년 두 번째 프라하 창밖 투척사건이 30년 전쟁의 불씨가 되었다.
- 1621년 프라하의 구 시가 광장에서 27명의 체코 영주가 처형되었다. 이것은 백산 전투에서 패배한 결과였다.
- 1648년 프라하의 서쪽이 스웨덴 군대에 의해 점령되었다.
- 1741년 프랑스-바이에른 군대에 의해 함락되었다.
- 1744년 프로이센 군대에 의해 점령.
- 1848년 혁명적 봉기로 황제의 군대가 궤멸되었다.
- 1890년 대홍수
- 1918년 제1차 세계 대전 이후 프라하는 체코슬로바키아의 수도가 되었다.
- 1938년 연합군이었던 영국과 프랑스가 뮌헨 회담에서 독일인이 많이 살고 있던 체코의 수데텐란트(Sudetenland)를 독일에게 할양했다.
- 1939년 독일군이 나라 전체를 점령했다.
- 1942년 체코슬로바키아 낙하산 부대가 라인하르트 하이드리히를 암살했다.
- 1945년 미국 공군이 프라하를 오폭하여 수백명의 민간인을 살상했다. (원래 목표는 드레스덴이었다.)
- 1945년 제2차 세계 대전에서 프라하 봉기 발생, 프라하 공세의 결과로 도시 해방
- 1948년 체코슬로바키아의 공산화
- 1968년 프라하의 봄
- 1989년 벨벳 혁명 발발
- 2000년 반세계화 집회가 국제통화기금과 세계은행 정상회의 기간에 열렸다.
- 2002년 대홍수

## 지리
프라하는 체히 지방의 중심부에 놓여 있으며 블타바강이 중심을 가로질러 흐른다. 중앙보헤미아 주가 프라하의 사방을 둘러싸고 있으며 그 행정관청 또한 프라하에 위치해 있다.
2020년 체코 통계청의 조사에 따르면, 프라하의 면적은 496km2이며 인구는 1,324,277명에 이른다.

## 기후
| 프라하의 기후                                                        | 프라하의 기후 | 프라하의 기후 | 프라하의 기후 | 프라하의 기후 | 프라하의 기후 | 프라하의 기후 | 프라하의 기후 | 프라하의 기후 | 프라하의 기후 | 프라하의 기후 | 프라하의 기후 | 프라하의 기후 | 프라하의 기후 |
| 월                                                                   | 1월           | 2월           | 3월           | 4월           | 5월           | 6월           | 7월           | 8월           | 9월           | 10월          | 11월          | 12월          | 연간          |
| -------------------------------------------------------------------- | ------------- | ------------- | ------------- | ------------- | ------------- | ------------- | ------------- | ------------- | ------------- | ------------- | ------------- | ------------- | ------------- |
| 역대 최고 기온 °C (°F)                                               | 17.4 (63.3)   | 18.5 (65.3)   | 22.9 (73.2)   | 30.7 (87.3)   | 32.8 (91.0)   | 37.7 (99.9)   | 37.8 (100.0)  | 36.8 (98.2)   | 33.1 (91.6)   | 27.8 (82.0)   | 19.5 (67.1)   | 17.7 (63.9)   | 37.8 (100.0)  |
| 일평균 최고 기온 °C (°F)                                             | 3.9 (39.0)    | 5.6 (42.1)    | 10.0 (50.0)   | 16.1 (61.0)   | 20.9 (69.6)   | 24.4 (75.9)   | 26.5 (79.7)   | 25.9 (78.6)   | 20.4 (68.7)   | 14.4 (57.9)   | 8.5 (47.3)    | 4.8 (40.6)    | 15.1 (59.2)   |
| 일일 평균 기온 °C (°F)                                               | 1.8 (35.2)    | 2.9 (37.2)    | 6.5 (43.7)    | 11.7 (53.1)   | 16.2 (61.2)   | 19.7 (67.5)   | 21.6 (70.9)   | 21.1 (70.0)   | 16.2 (61.2)   | 11.0 (51.8)   | 6.3 (43.3)    | 2.8 (37.0)    | 11.5 (52.7)   |
| 일평균 최저 기온 °C (°F)                                             | −0.5 (31.1)   | 0.0 (32.0)    | 2.9 (37.2)    | 6.9 (44.4)    | 11.3 (52.3)   | 14.8 (58.6)   | 16.6 (61.9)   | 16.3 (61.3)   | 12.2 (54.0)   | 7.9 (46.2)    | 3.9 (39.0)    | 0.6 (33.1)    | 7.7 (45.9)    |
| 역대 최저 기온 °C (°F)                                               | −27.5 (−17.5) | −27.1 (−16.8) | −27.6 (−17.7) | −8.0 (17.6)   | −1.6 (29.1)   | 3.6 (38.5)    | 7.8 (46.0)    | 6.4 (43.5)    | 0.7 (33.3)    | −7.5 (18.5)   | −16.9 (1.6)   | −24.8 (−12.6) | −27.6 (−17.7) |
| 평균 강수량 mm (인치)                                                | 18.1 (0.71)   | 16.2 (0.64)   | 26.3 (1.04)   | 24.7 (0.97)   | 58.1 (2.29)   | 68.6 (2.70)   | 67.4 (2.65)   | 61.9 (2.44)   | 33.9 (1.33)   | 29.8 (1.17)   | 26.2 (1.03)   | 22.6 (0.89)   | 453.9 (17.87) |
| 평균 강설량 cm (인치)                                                | 5.8 (2.3)     | 4.2 (1.7)     | 1.6 (0.6)     | 0.0 (0.0)     | 0.0 (0.0)     | 0.0 (0.0)     | 0.0 (0.0)     | 0.0 (0.0)     | 0.0 (0.0)     | 0.0 (0.0)     | 0.8 (0.3)     | 3.6 (1.4)     | 16.1 (6.3)    |
| 평균 상대 습도 (%)                                                   | 76.2          | 71.2          | 65.9          | 58.7          | 58.9          | 59.3          | 58.7          | 60.5          | 67.7          | 73.5          | 77.4          | 76.7          | 67.1          |
| 평균 월간 일조시간                                                   | 52.4          | 81.9          | 129.3         | 187.8         | 216.3         | 218.4         | 229.1         | 224.1         | 168.2         | 110.8         | 52.5          | 46.2          | 1,716.9       |
| 출처: 체코 수문기상연구소 (평년값: 1991년~2020년, 극값: 1775년~현재) |               |               |               |               |               |               |               |               |               |               |               |               |               |

## 교통
공공 교통은 지하철 노선 셋, 노면전차, 버스 등이 있다. 체코 철도 교통의 중심이다. 프라하 바츨라프 하벨 국제공항이 있다. 또한 도로 교통으로는 D0 고속도로 등 몇몇 고속도로, 간선도로가 주류를 이루고 있다.

## 구역

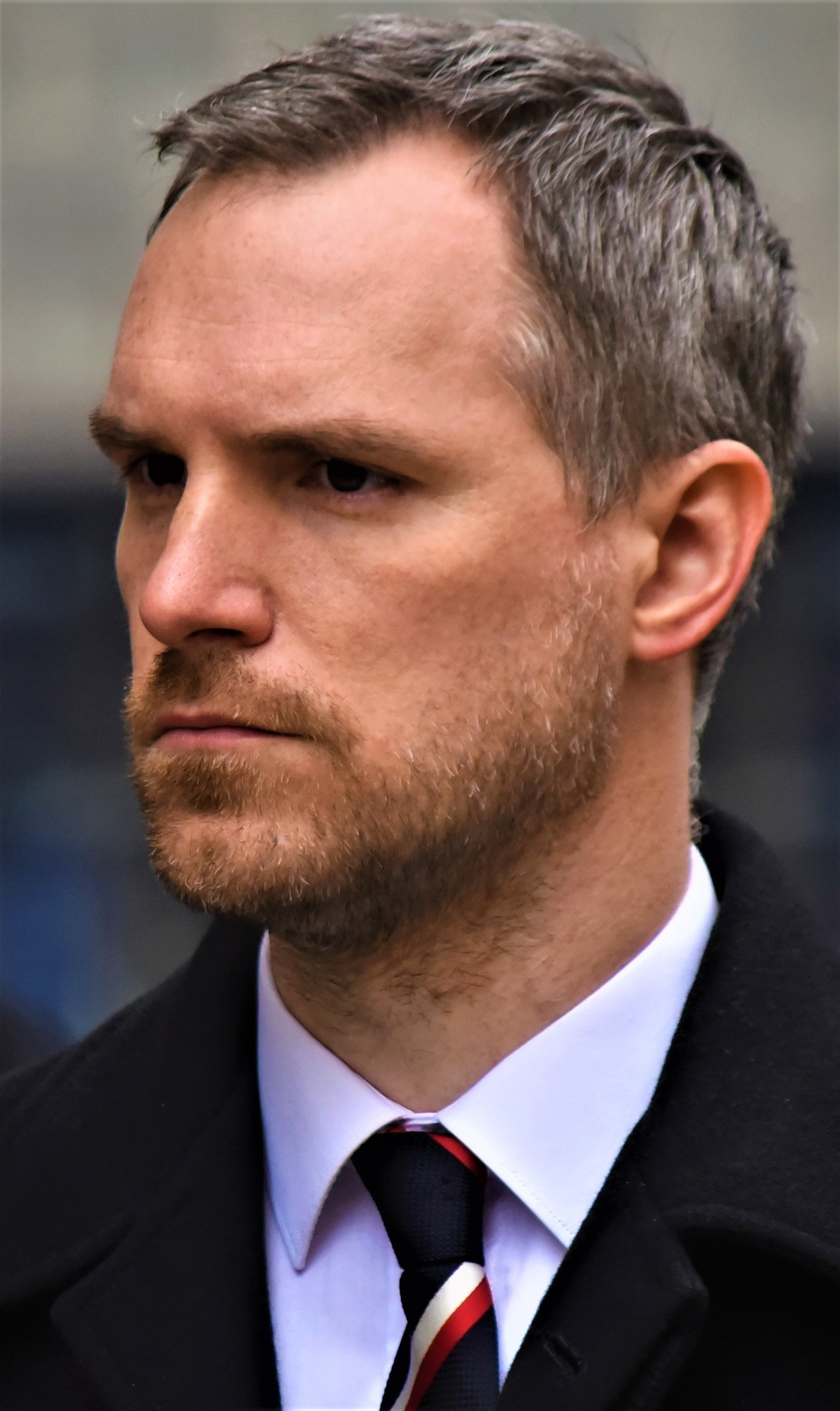
2018년 11월부터 취임한 프라하 시장 즈데네크 흐르지프

프라하는 지역에 따라 두 층위 또는 세 층위의 지방 정부 구조를 가진다. 최상위의 기관은 수도 프라하 시정부 (Magistrát hlavního města Prahy)으로 대중교통, 쓰레기 수거, 시경, 소방, 응급구조, 문화 행사, 문화재 관리, 프라하 동물원 등 시 전체에 걸친 중요 분야를 담당하고 있다.
1990년부터 시는 57개의 자치구(městské části)로 나뉘었다. 각 자치구는 공원, 환경보호, 학교 기자재 관리, 자원봉사 소방대원, 기타 문화 및 스포츠 활동, 노년층을 위한 행사, 건강 프로그램, 공동묘지, 개 인식표 보급 등의 관리를 맡고 있다. 자치구의 또 다른 중요 활동의 하나는 공공주택을 유지, 판매, 관리하는 것이다.
2001년 57개의 자치구는 22개의 행정구(správní obvody)로 묶였다. 각 행정구에 속해 있는 각각의 자치구는 그것이 속해 있는 전체 행정구에 필요한 일부 서비스에 대한 책임을 진다. 이러한 서비스에는 사업등록증, 신분증, 여권 등의 발급 업무가 속한다. 각 자치구는 행정구의 이름으로 이러한 업무를 담당한다.
시정부와 자치구는 모두 의회와 행정장을 선출한다. 이들 중 수도 프라하의 시장은 프리마토르 (primátor)라고 불린다.
1960년부터 1990년까지 프라하는 10개 구역으로 나뉘어 있었다. 이들 10 구역의 구분은 현재까지도 비공식적으로는 물론 공식적으로도 주소로 사용된다. 거리 이름 표지판에는 추가적으로 지적도 상의 지역(katastrální území) 명칭이 포함되어 있다. 이것은 프라하에 편입되기 이전의 자치구의 이름을 반영한다. 프라하 주민들은 1990년 이후의 새로운 구역 명칭보다는 지적명 또는 1960년대부터 사용된 자치구 명칭을 흔히 사용한다.

### 행정구와 자치구의 목록
| 이전 구역 (1960) | 현행 행정구 (2001) | 현행 자치구 (1990)                                                        |
| ---------------- | ------------------ | ------------------------------------------------------------------------- |
| 프라하 1         | 프라하 1           | 프라하 1                                                                  |
| 프라하 2         | 프라하 2           | 프라하 2                                                                  |
| 프라하 3         | 프라하 3           | 프라하 3                                                                  |
| 프라하 4         | 프라하 4           | 프라하 4, 쿤라티체                                                        |
| 프라하 4         | 프라하 11 (일부)   | 프라하 11, 셰베로프, 우예스트 우 프루호니츠                               |
| 프라하 4         | 프라하 12          | 프라하 12, 리부시                                                         |
| 프라하 5         | 프라하 5           | 프라하 5, 슬리베네츠                                                      |
| 프라하 5         | 프라하 13          | 프라하 13, 르제포리예                                                     |
| 프라하 5         | 프라하 16          | 프라하 16 (이전 라도틴), 리펜체, 로흐코프, 벨카 후흘레, 즈브라슬라프      |
| 프라하 5         | 프라하 17          | 프라하 17 (이전 르제피), 즐리친                                           |
| 프라하 6         | 프라하 6           | 프라하 6, 리솔라예, 네부시체, 프르셰드니 코파니나, 수흐돌                 |
| 프라하 7         | 프라하 7           | 프라하 7, 트로야                                                          |
| 프라하 8         | 프라하 8           | 프라하 8, 브르제지녜베스, 돌니 하브리, 댜블리체                           |
| 프라하 9         | 프라하 9           | 프라하 9                                                                  |
| 프라하 9         | 프라하 14          | 프라하 14, 돌니 포체르니체                                                |
| 프라하 9         | 프라하 18          | 프라하 18 (이전 레트냐니)                                                 |
| 프라하 9         | 프라하 19          | 프라하 19 (이전 크벨리), 차코비체, 사탈리체, 비노르시                     |
| 프라하 9         | 프라하 20          | 프라하 20 (이전 호르니 포체르니체)                                        |
| 프라하 9         | 프라하 21          | 프라하 21 (이전 우예스트 나드 레시), 볘호비체, 클라노비체, 콜로뎨예       |
| 프라하 10        | 프라하 10          | 프라하 10                                                                 |
| 프라하 10        | 프라하 11 (일부)   | 크르셰슬리체                                                              |
| 프라하 10        | 프라하 15          | 프라하 15, 돌니 몌홀루피, 두베치, 페트로비체, 슈톄르보홀리                |
| 프라하 10        | 프라하 22          | 프라하 22 (이전 우흐르지녜베스), 베니체, 콜로브라티, 크랄로비체, 네드볘지 |

Notes:
- 2001년 체코 정부는 한 자치구가 전체 행정구를 차지할 경우에 해당 자치구는 행정구와 동일한 이름을 쓰도록 하는 법령을 제정하였다. 따라서, 라도틴, 르제피, 레트냐니, 크벨리, 호르니 포체르니체, 우예스트 나드 레시, 우흐르지녜베스는 각각 프라하 16, 프라하 17, 프라하 18, 프라하 19, 프라하 20, 프라하 21, 프라하 22로 바뀌었다. 이전 이름은 토지 대장 상의 명칭으로 남았다.
- 공식적으로 모는 구역명에는 'Praha-'를 붙여야 한다. 예를 들어, 'Kunratice'는 공식적으로는 'Praha-Kunratice'가 된다.
- 참고: 영어 위키의 기사 en:Prague districts

### 주요 중심가
| - 노베메스토 (Nové Město) - 리벤 (Libeň) - 말라스트라나 (Malá Strana) - 브르쇼비체 (Vršovice) - 비노흐라디 (Vinohrady) | - 비셰흐라트 (Vyšehrad) - 스미호프 (Smíchov) - 스타레메스토 (Staré Město) - 요세포프 (Josefov) - 지슈코프 (Žižkov) | - 카를린 (Karlín) - 홀레쇼비체 (Holešovice) - 흐라트차니 (Hradčany) |

## 문화
중요한 명소로는 다음과 같은 곳들이 있다. 프라하는 제2차 세계대전 동안 비교적 도심 파괴가 적었다. 그 때문에 상당수의 건축물들이 보존될 수 있었다. 프라하는 세계에서 가장 다양한 건축양식을 자랑하는 곳으로, 로마네스크 미술, 고딕 건축, 로코코, 르네상스, 바로크, 네오르네상스 건축, 신고전주의, 고딕 리바이벌 건축, 아루 느보, 입체파 건축 등이 도시 곳곳에 퍼져있다.
프라하는 서울, 빈, 워싱턴 D.C와 함께 GaWC가 분류한 알파 세계도시로 분류되어있다. 프라하 시의 중심가는 유네스코 문화 유산으로 등록되어 있기도 하다.
- 구시가지 (Staré Město, Old Town)와 천문시계탑
- 성 니콜라스 성당
- 국립박물관
- 말라 스트라나 (Malá Strana)
- 바츨라프 광장
- 비셰흐라트 성
- 요세포프 (유대인 지구)
- 존 레논 벽
- 지슈코프 공동묘지, 프란츠 카프카의 무덤이 있다.
- 춤추는 건물 (Tančící dům)
- 카를교 (Karlův most)
- 페트르진 타워
- 프라하 성과 성 안에 자리잡은 성 비투스 대성당
- 하벨 시장
- 화약탑

### 중요한 목적지
냉전이 끝난 후 프라하는 세계에서 가장 인기 있는 관광도시 중 하나가 되었다. 제2차 세계 대전 중 프라하는 다른 유럽의 전통도시들에 비해 도시의 파괴가 덜했다. 따라서 역사적인 건물들이 원래 그대로 남아있을 수 있었다.
| 순위 | 국명     | 방문객수  | 순위 | 국명       | 방문객수 |
| ---- | -------- | --------- | ---- | ---------- | -------- |
| 1    | 독일     | 2,087,048 | 6    | 스페인     | 641,011  |
| 2    | 러시아   | 1,395,958 | 7    | 프랑스     | 590,835  |
| 3    | 미국     | 1,185,298 | 8    | 중국       | 568,049  |
| 4    | 영국     | 1,091,314 | 9    | 슬로바키아 | 551,864  |
| 5    | 이탈리아 | 926,576   | 10   | 대한민국   | 488,078  |

## 문화

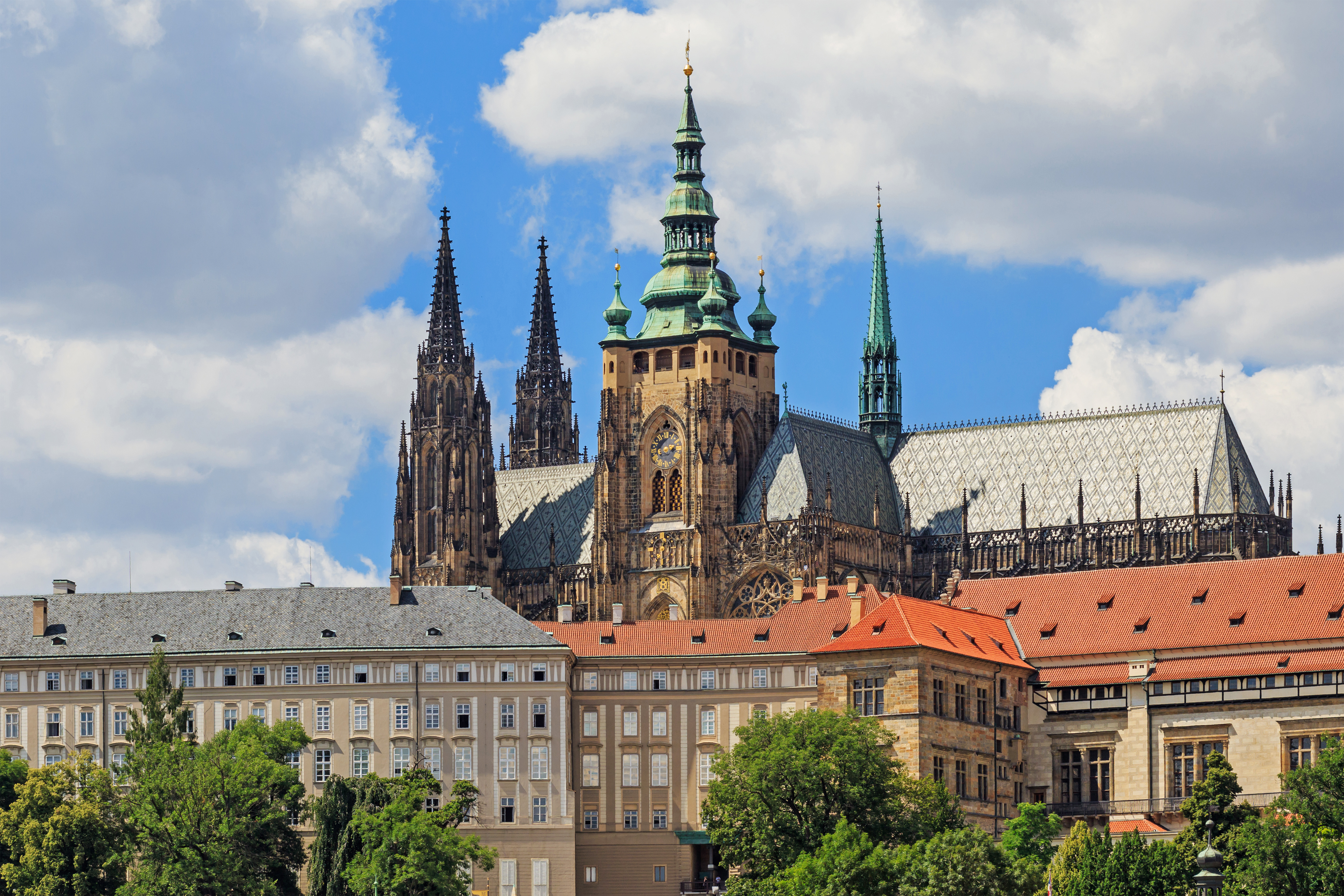
카를 다리와 Hradčany

프라하는 전통적으로 중앙 유럽의 문화적 중심지 중의 하나였다.
주요 문화 공간
- 국립극장
- 루돌피눔
- 시민 회관
- 국립 오페라
- 국립박물관
- 클레멘티눔과 국립 도서관
- 프라하 국립 미술관

## 고등 교육 기관
프라하 시에는 중앙유럽에서 가장 오래된 카렐 대학교를 비롯하여 여덟 개의 고등 교육 기관이 있다.
- 카렐 대학교 (UK) 1348년
- 체코 기술 대학교 (ČVUT) 1707년
- 미술 아카데미아 (AVU) 1800년
- 예술 건축 디자인 아카데미아 (VŠUP) 1885년
- 화학공학 대학 (VŠCHT) 1920년
- 공연예술 아카데미아 (AMU) 1945년
- 체코 농업 대학교 (ČZU) 1952년
- 경제 대학 (VŠE) 1953년
- 프라하 건축 대학 (ARCHIP) 2010년

## 사진

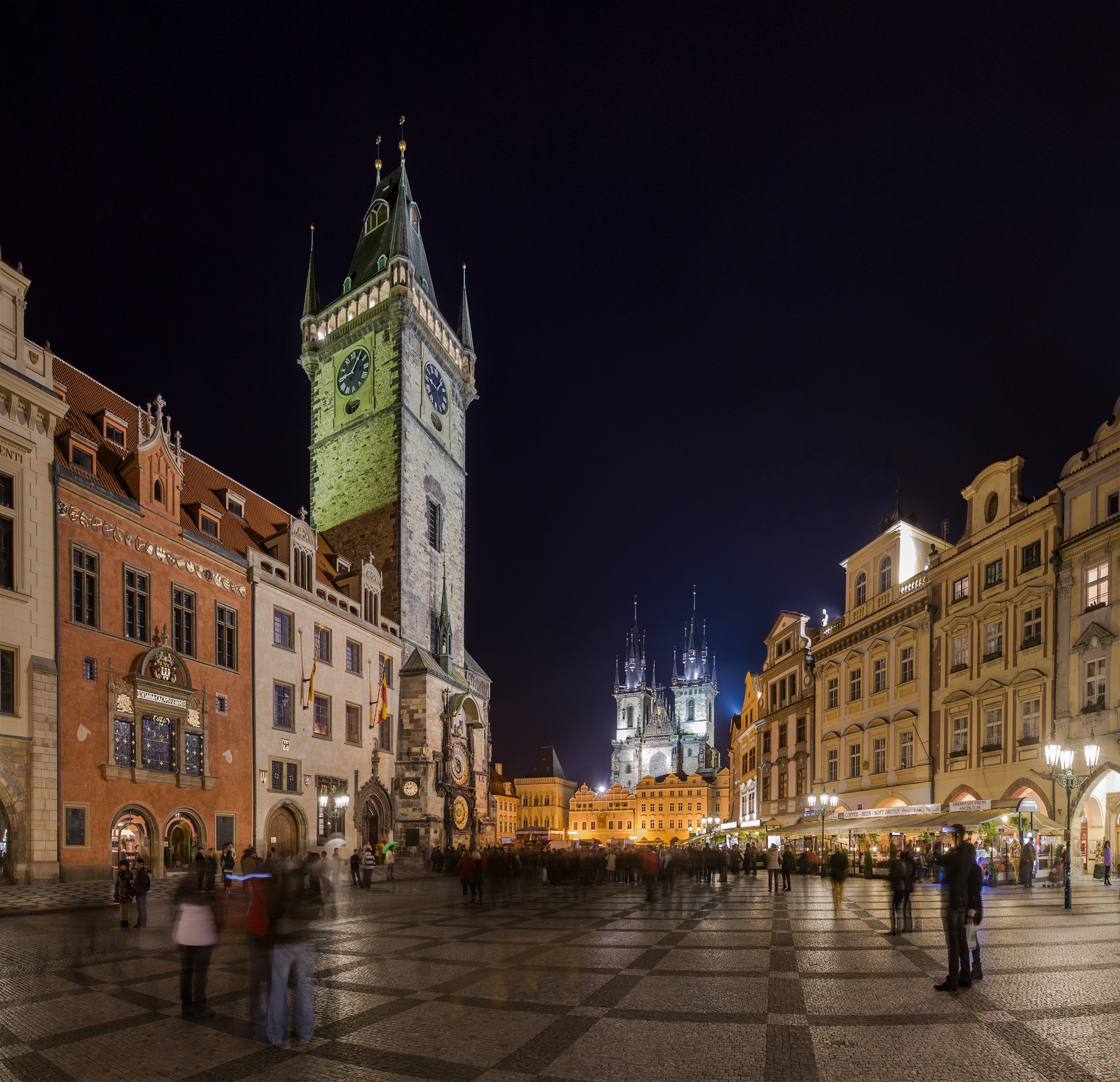
구시가지 광장의 야경
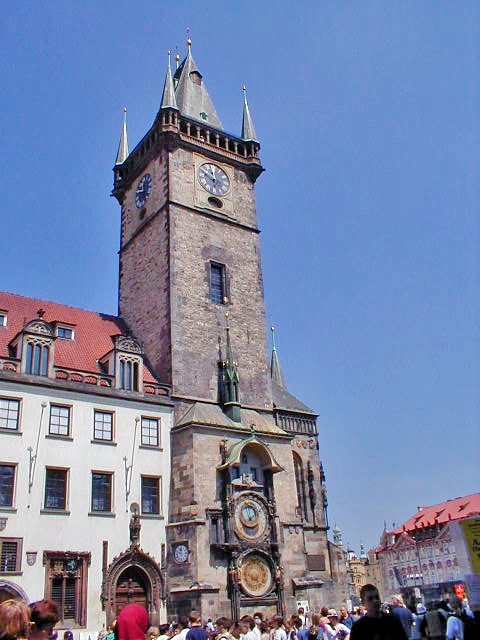
구시가지 광장의 천문시계탑
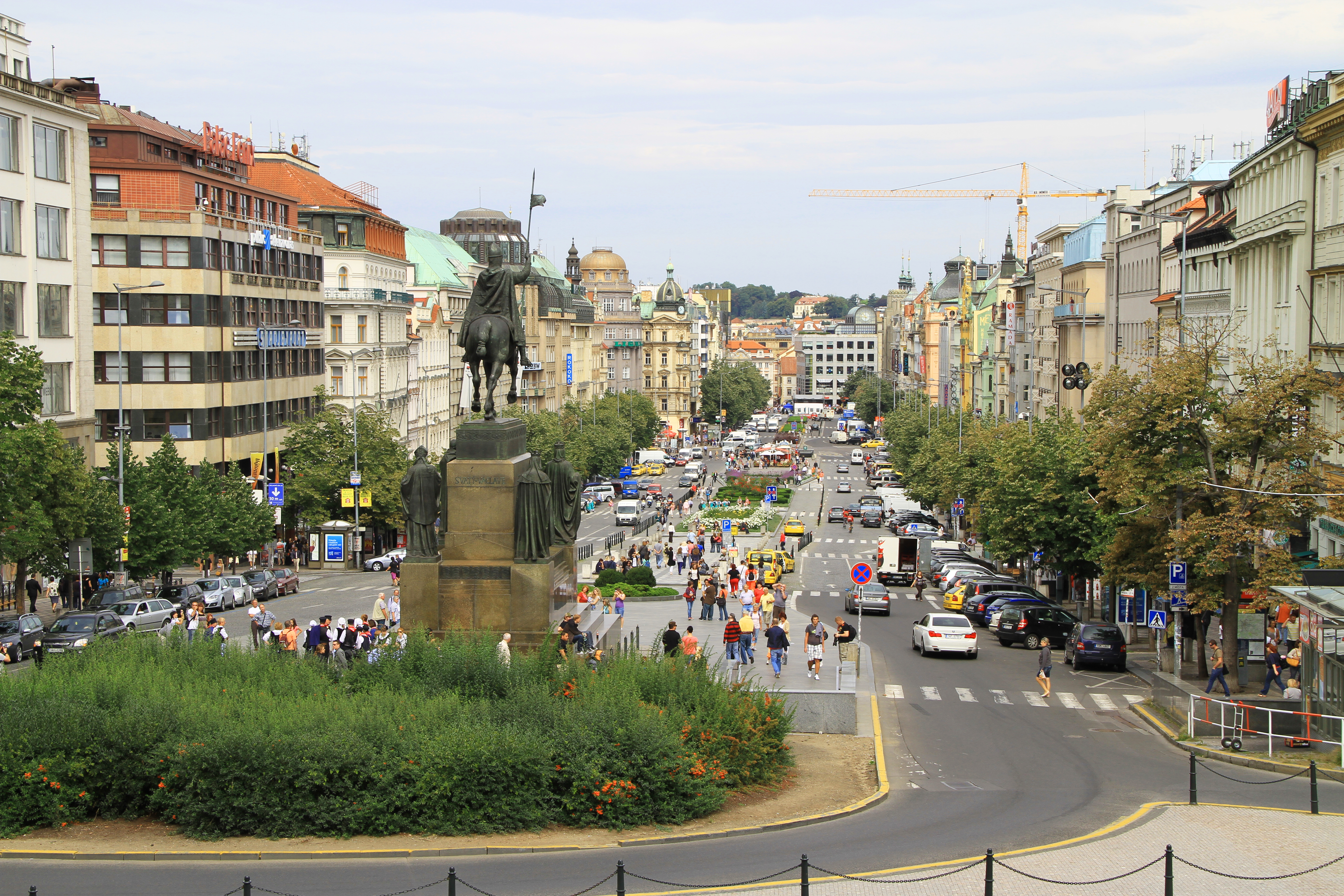
바츨라프 광장
성 비투스 대성당
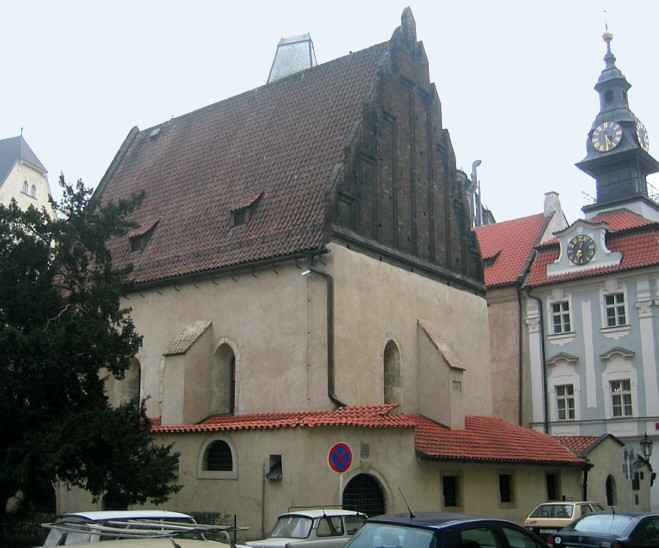
유대인 지구의 신구 시나고그
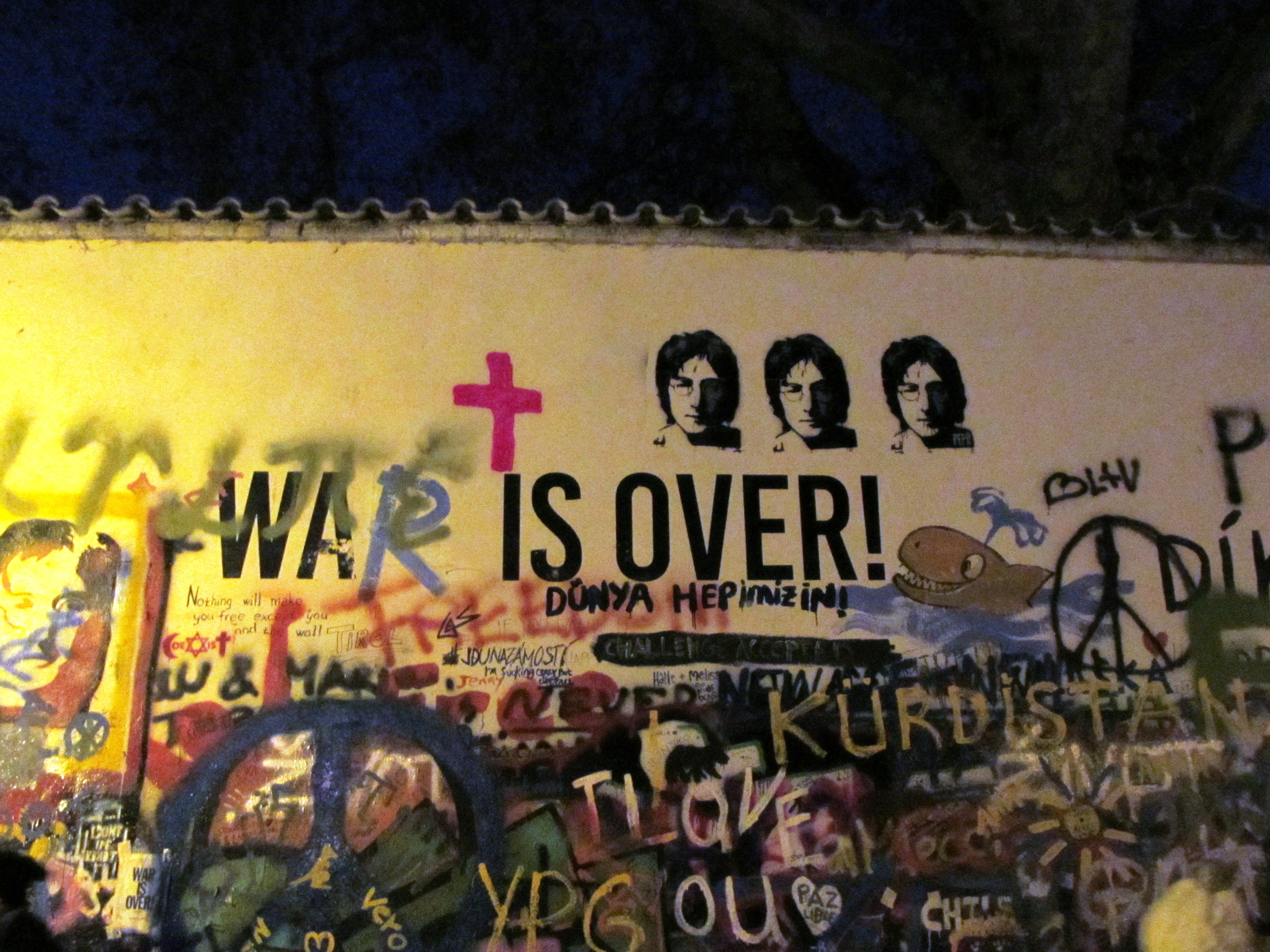
2014년 존 레논 벽
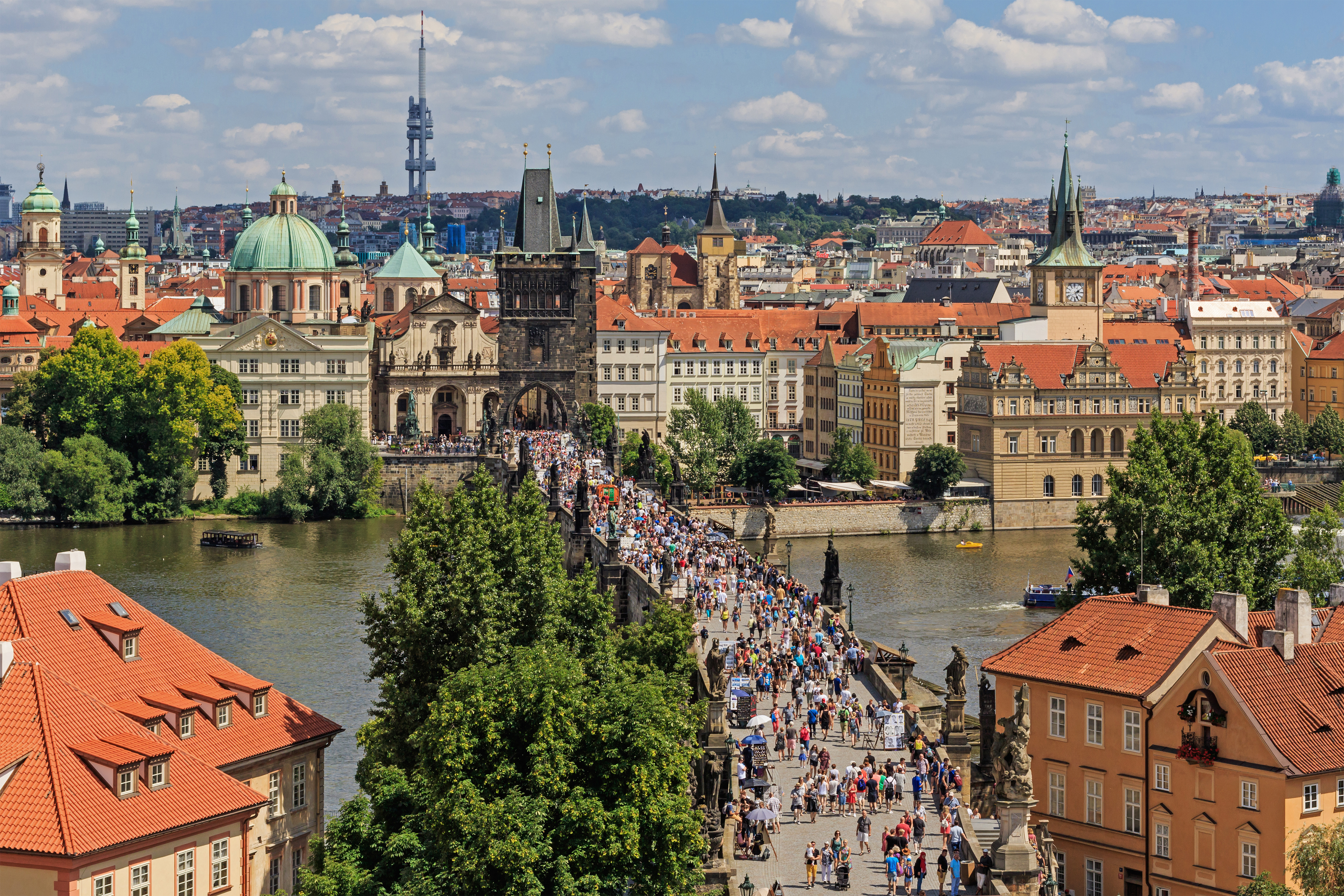
카를교
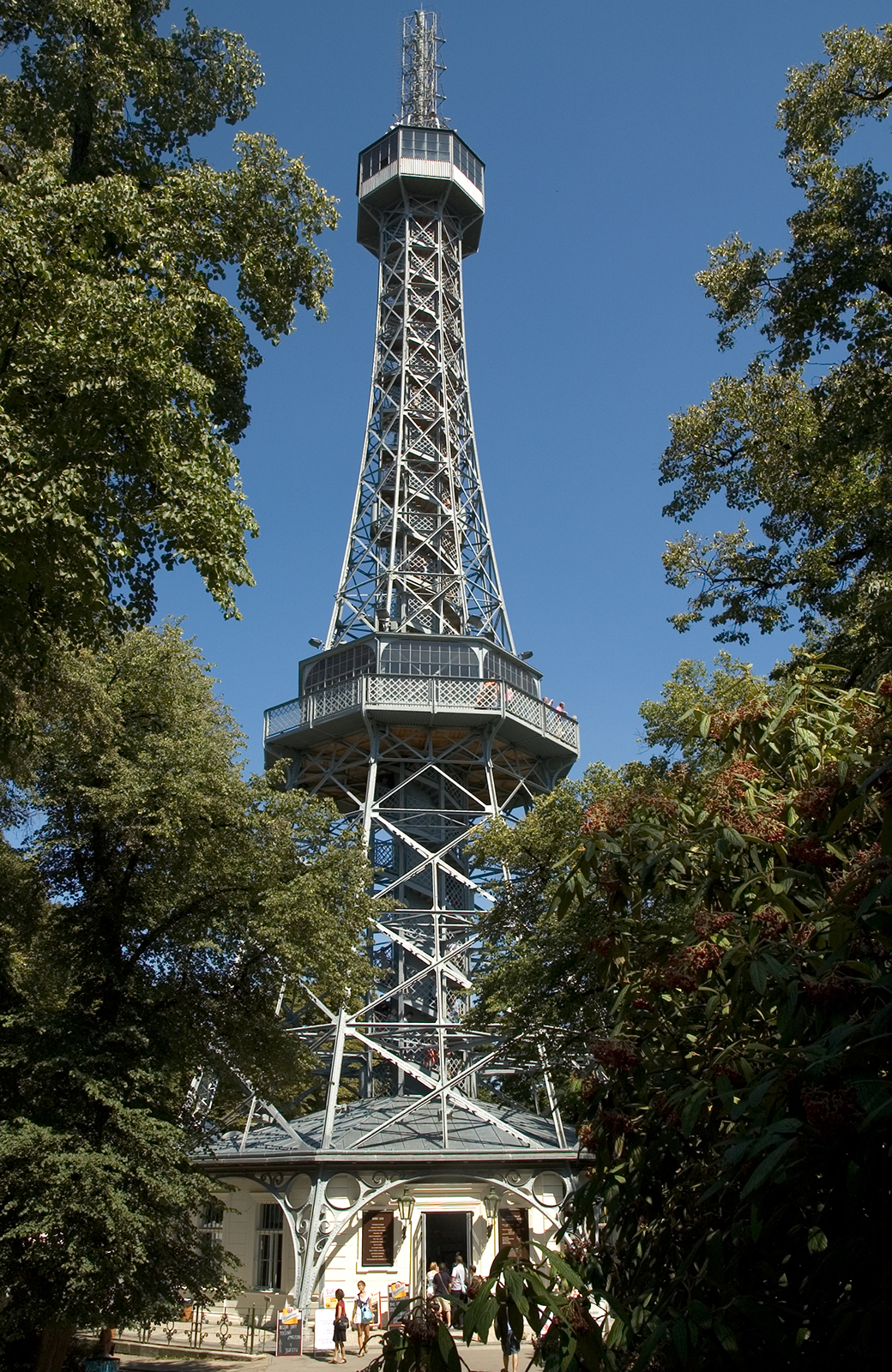
페트르진 타워
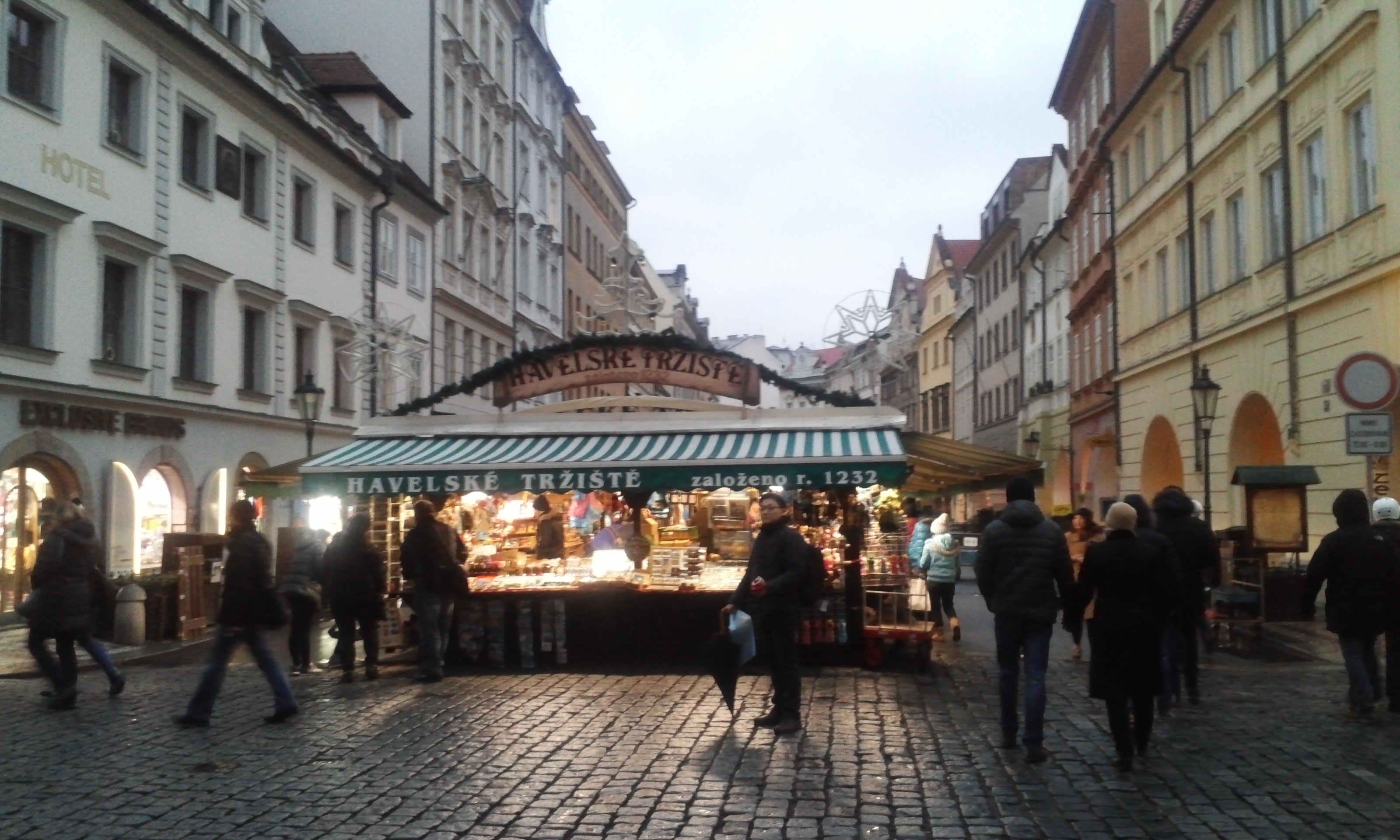
2014년 1월 하벨시장
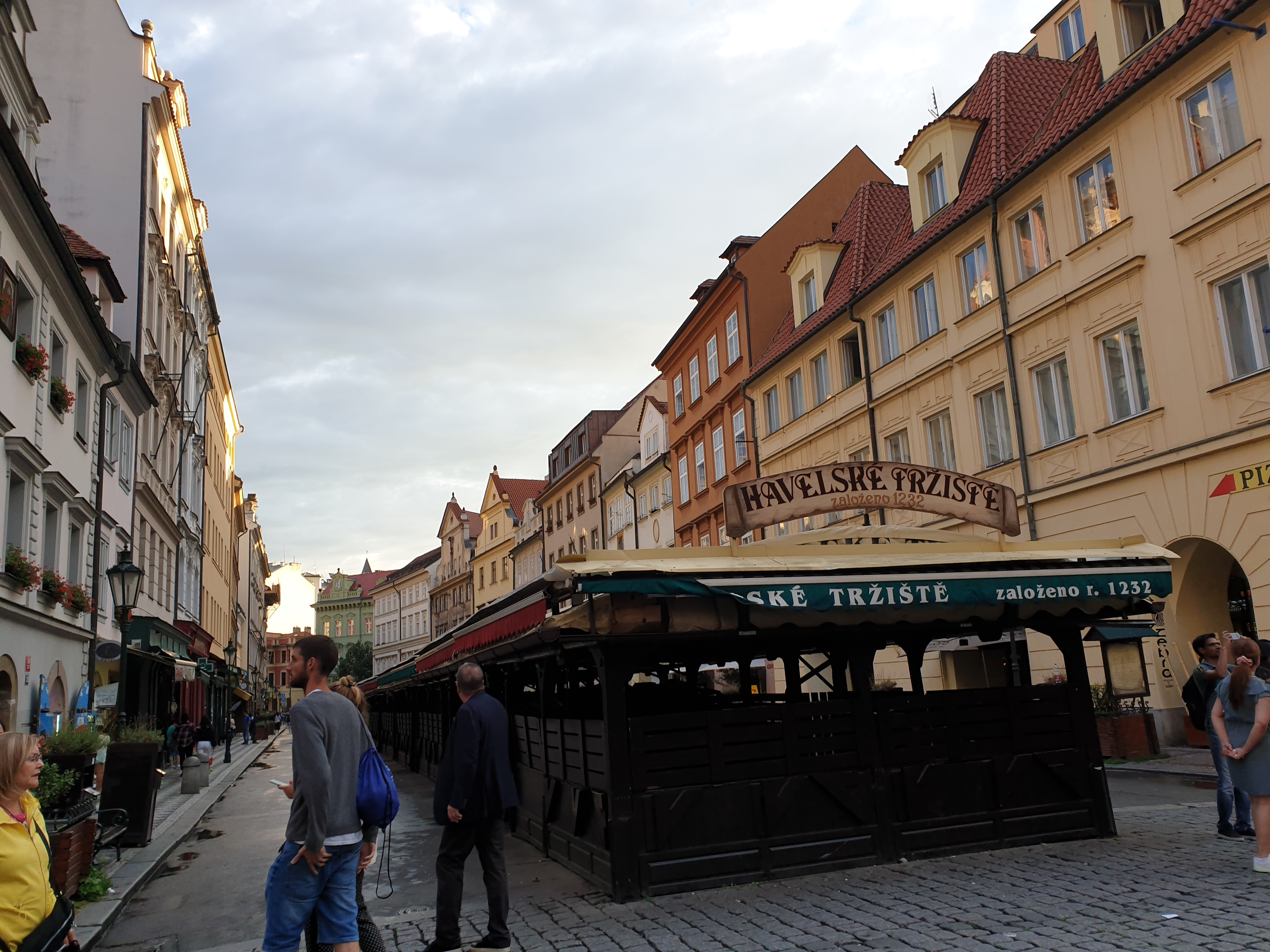
2019년 8월 하벨시장
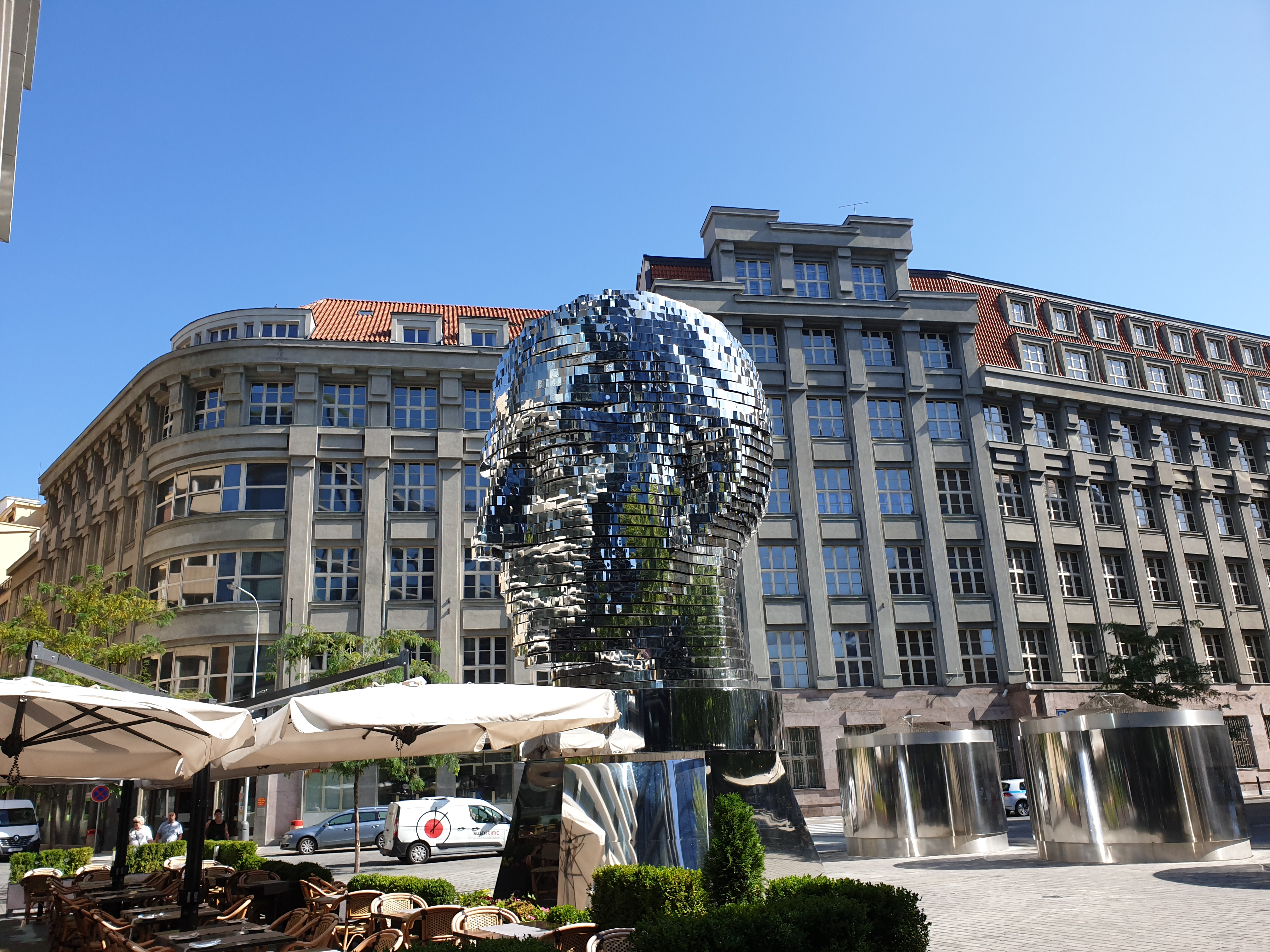
다비드 체르니(David Černý)의 프란츠 카프카 조각품
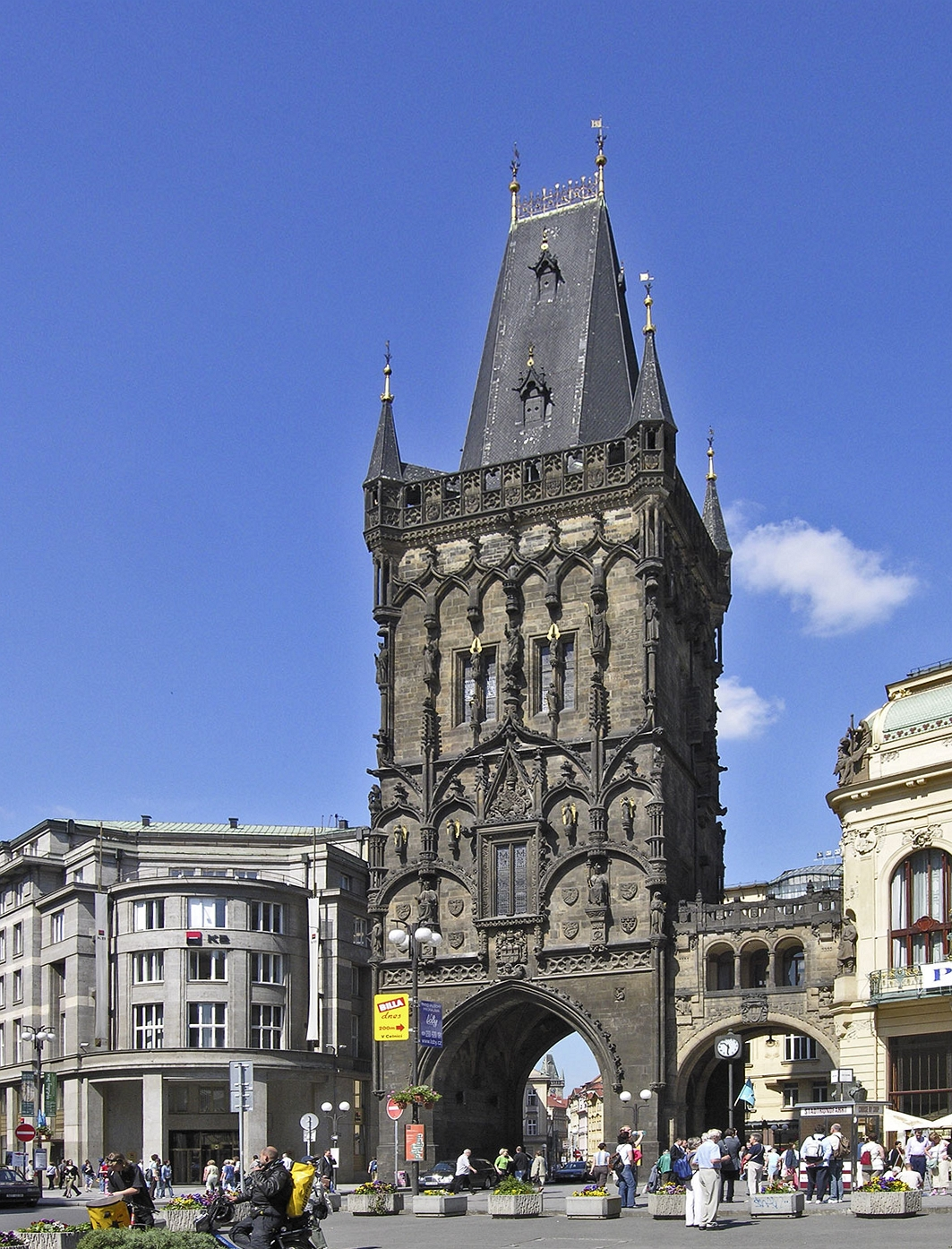
화약탑
프라하 파노라마 (확대 필요)
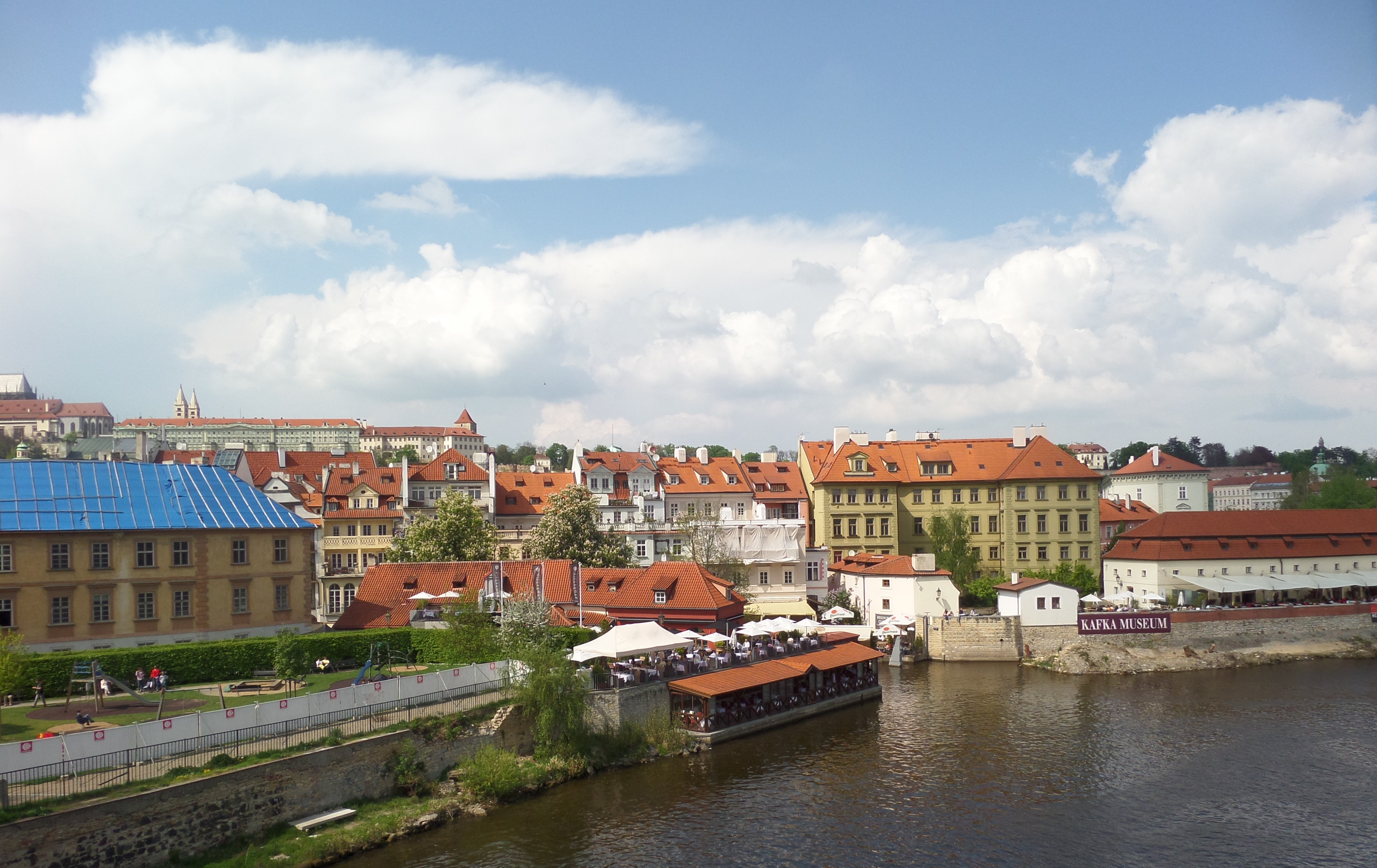
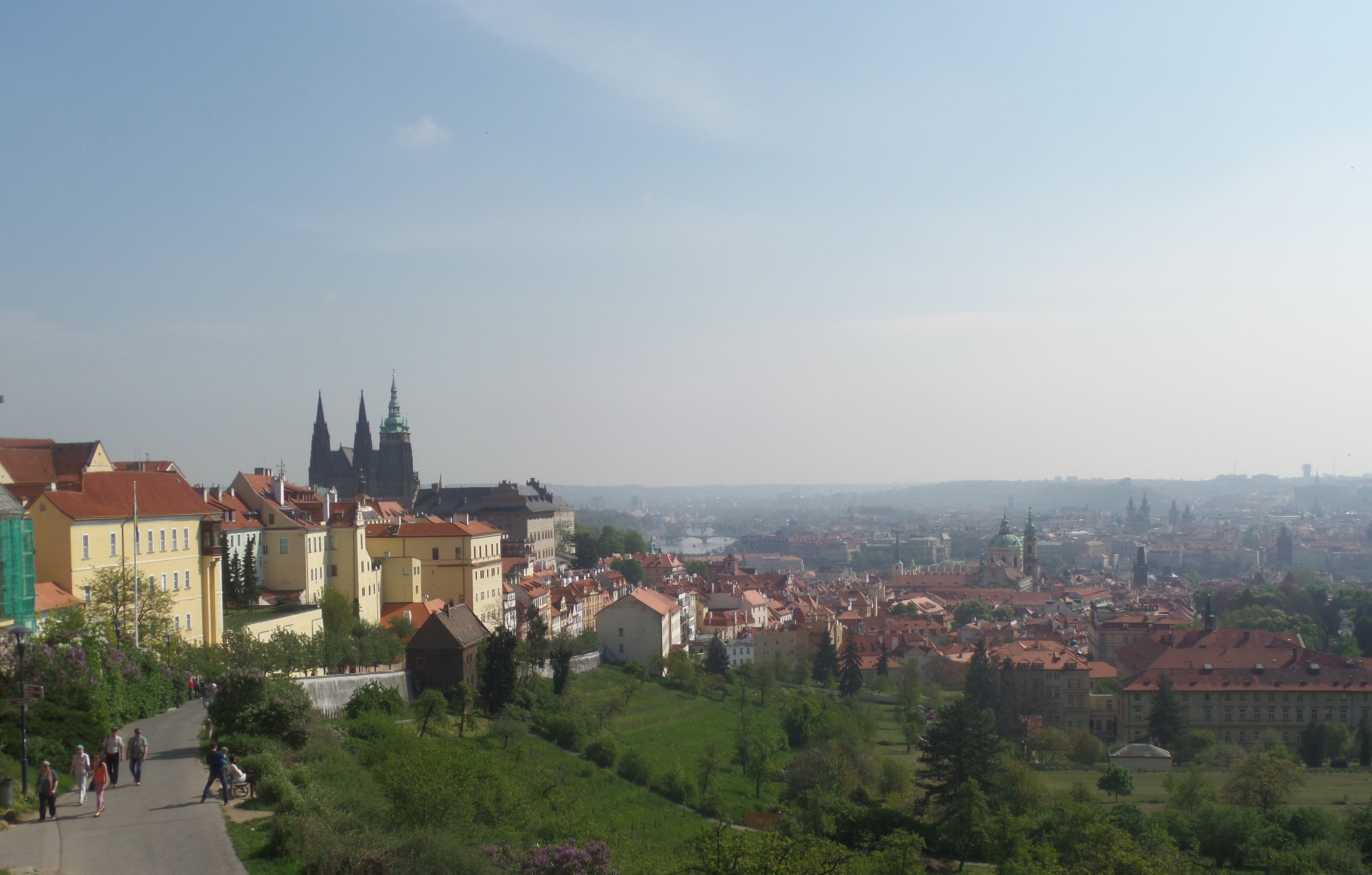
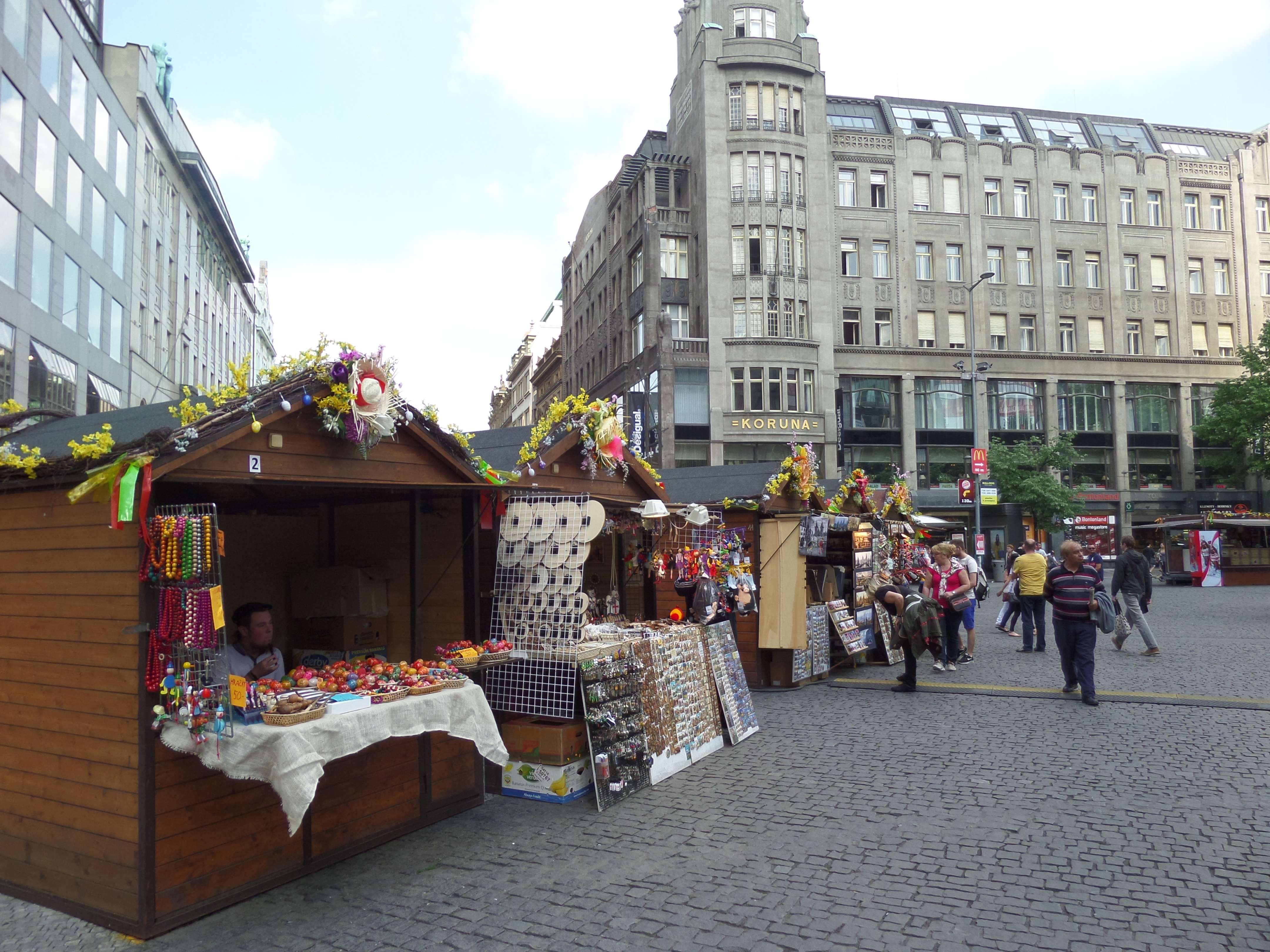

## 인구
| 연도 | 인구      | ±%      |
| ---- | --------- | ------- |
| 1250 | 4,000     | —       |
| 1300 | 10,000    | +150.0% |
| 1378 | 40,000    | +300.0% |
| 1500 | 25,000    | −37.5%  |
| 1610 | 60,000    | +140.0% |
| 1798 | 79,000    | +31.7%  |
| 1869 | 270,389   | +242.3% |
| 1880 | 349,574   | +29.3%  |
| 1890 | 437,373   | +25.1%  |
| 1900 | 559,433   | +27.9%  |
| 1910 | 667,664   | +19.3%  |
| 1920 | 729,820   | +9.3%   |
| 1930 | 950,465   | +30.2%  |
| 1950 | 1,057,570 | +11.3%  |
| 1961 | 1,133,056 | +7.1%   |
| 1970 | 1,140,795 | +0.7%   |
| 1980 | 1,182,186 | +3.6%   |
| 1991 | 1,214,174 | +2.7%   |
| 2001 | 1,169,106 | −3.7%   |
| 2011 | 1,268,796 | +8.5%   |
| 2021 | 1,335,084 | +5.2%   |

## 인물

### 출생
- 얀 후스
- 프란츠 카프카
- 안토닌 드보르자크
- 라도슬라프 코바치
- 마르친 지나레크
- 토마스 로친스키
- 안토닌 킨스키
- 베드르지흐 스메타나

### 사망
- 에밀 자토페크 - 2000년에 사망

## 자매 도시
프라하는 2016년에 중국 베이징과의 자매 결연을 수립했지만 2019년에 베이징과의 자매 결연 협정에서 명시된 하나의 중국 원칙 존중을 요구한 조항을 문제 삼으면서 베이징과의 자매 도시 관계를 파기했다. 2020년 1월 13일에는 체코 프라하를 방문한 커원저 타이완 타이베이 시장이 즈데네크 흐르지프 프라하 시장과 함께 프라하와 타이베이 간의 자매 결연 협약에 서명했다. 중국 상하이는 이에 대한 대응 조치로 2020년 1월 14일에 프라하와의 자매 결연을 철회했다.
| - 그리스 아테네 - 이라크 바그다드 - 독일 베를린 - 영국 버밍엄 - 슬로바키아 브라티슬라바 - 벨기에 브뤼셀 - 헝가리 부다페스트 - 독일 프랑크푸르트 - 독일 함부르크 - 핀란드 헬싱키 - 미국 시카고 - 이스라엘 예루살렘 - 일본 교토 - 포르투갈 리스본 - 룩셈부르크 - 러시아 모스크바 | - 프랑스 님 - 독일 뉘른베르크 - 프랑스 파리 - 미국 피닉스 - 라트비아 리가 - 네덜란드 로테르담 - 이탈리아 로마 - 러시아 상트페테르부르크 - 대한민국 충청남도 태안군 - 스웨덴 스톡홀름 - 타이완 타이베이 - 이탈리아 토리노 - 폴란드 바르샤바 - 오스트리아 빈 - 리투아니아 빌뉴스 - 알바니아 티라나 |